# Monnangeri, Madikeri
Monnangeri là một làng thuộc tehsil Madikeri, huyện Kodagu, bang Karnataka, Ấn Độ.